# NGC 2208
NGC 2208 è una galassia lenticolare situata nella costellazione dell'Auriga. Possiede una declinazione di +51° 54' 36" e un'ascensione retta di 6 ore, 22 minuti e 34,6 secondi.

## Scoperta
La galassia è stata scoperta il 24 novembre 1886 dall'astronomo statunitense Lewis Swift.